# Cryptophleps vaea
Cryptophleps vaea är en tvåvingeart som beskrevs av Daniel J. Bickel 2006. Cryptophleps vaea ingår i släktet Cryptophleps och familjen styltflugor.
Artens utbredningsområde är Samoa. Inga underarter finns listade i Catalogue of Life.